# Condado de Woodson
O Condado de Woodson é um dos 105 condados do estado americano de Kansas. A sede do condado é Yates Center, e sua maior cidade é Yates Center. O condado possui uma área de 1 309 km² (dos quais 19 km² estão cobertos por água), uma população de 3 788 habitantes, e uma densidade populacional de 3 hab/km² (segundo o censo nacional de 2000). O condado foi fundado em 25 de agosto de 1855.